# Kanton Bordeaux-2
Der Kanton Bordeaux-2 ist seit 1801 ein französischer Wahlkreis im Arrondissement Bordeaux, im Département Gironde und in der Region Nouvelle-Aquitaine; Vertreter im Generalrat des Départements ist seit 2004 Michèle Delaunay.
Der Kanton besteht aus dem südwestlichen Teil der Stadt Bordeaux mit insgesamt 49.696 Einwohnern (Stand: 2022):
Bis zur landesweiten Neuordnung der französischen Kantone im März 2015 besaß der Kanton den INSEE-Code 3309. 